# Wawu queenslandensis
Wawu queenslandensis är en tvåvingeart som beskrevs av Kim 1994. Wawu queenslandensis ingår i släktet Wawu och familjen lövflugor. Inga underarter finns listade i Catalogue of Life.